# Station Ewell East
Ewell East is een spoorwegstation van National Rail in Epsom and Ewell in Engeland. Het station is eigendom van Network Rail en wordt beheerd door Southern. 